# Eucyclops lilljeborgi
Eucyclops lilljeborgi – gatunek widłonoga z rodziny Cyclopidae. Opisał go w 1914 roku norweski hydrobiolog Georg Ossian Sars, nadając mu nazwę Leptocyclops lilljeborgi. Autor podał, że gatunek występuje w Szwecji i Francji.